# Ouvertüre (Bruckner)
Anton Bruckner komponierte die Ouvertüre in g-Moll,  WAB 98 in den Jahren 1862–63, während seines Unterrichts bei Otto Kitzler.

## Geschichte
Im Herbst 1862, während seines Studiums bei Otto Kitzler in Linz, komponierte Bruckner seine ersten Orchesterkompositionen: die Vier Orchesterstücke. Seine nächste Orchesterkomposition war eine Ouvertüre in g-Moll, WAB 98.
Eine Skizze der Ouvertüre, die im November 1862 begonnen wurde, befindet sich im Kizler-Studienbuch S. 287–301.
Eine erste Fassung der Ouvertüre wurde am 24. Dezember 1862 vollendet. Am 6. Januar 1863 begann Bruckner mit der Komposition einer neuen Coda, die er am 22. Januar 1863 vollendete.
Das Originalmanuskript der Ouvertüre enthält sowohl die Fassung von 1863 als auch auf S. 44–50 die Coda von 1862. Die Handschrift, von dem Blatt Nr. 7 (Takte 188–212) fehlt, wird im Archiv des Stifts Kremsmünster aufbewahrt.
Eine Abschrift der vollständigen Partitur der Ouvertüre schenkte Bruckner seinem Freund Cyrill Hynais, zusammen mit den Vier Orchesterstücken und der Sinfonie in f-Moll. Diese Partituren befinden sich im Archiv der Stadt- und Landesbibliothek von Wien.
Das Werk wurde erstmals 1921 von Alfred Orel in Unbekannte Frühwerke Anton Bruckners veröffentlicht. Die Ouvertüre wurde von Franz Moißl am 8. September 1921 in Klosterneuburg uraufgeführt.
Die Ouvertüre in g-Moll sowie ihre Coda von 1862 sind in Band XII/5 der Bruckner-Gesamtausgabe herausgegeben.

## Musik
Der Orchestersatz ist derselbe wie beim früheren Marsch in d-Moll, nur dass die zweite Flöte durch eine Piccoloflöte ersetzt wird.
Die erste Fassung (1862) der Ouvertüre, die 301 Takte lang ist, hatte eine andere Coda in den Takten 233–288. Diese wurde in der endgültigen Fassung von 1863 durch eine neue Coda ersetzt – und von Kitzler genehmigt. Die endgültige Version ist 8 Takte kürzer (293 Takte). Die „Coda der Coda“ (Takte 289–301 der Fassung von 1862 / Takte 281–293 der Fassung von 1863) ist in beiden Fassungen gleich.
Nach einer Einleitung in Adagio (Takte 1–22) ist das Werk in Allegro non troppo weiter in Sonatenform, wobei Themenumkehrung in seiner Durchführung verwendet wird. Im Gegensatz zu den früheren Vier Orchesterstücken und der nächsten Symphonie in f-Moll erscheint die Ouvertüre als „ein viel reiferes Werk“. Bruckners Charakteristika sind bereits vorhanden: das Eröffnungsthema mit seinem Oktavsprung im Unisono, die vollen Orchesterakkorde, gefolgt von Sechzehntelnoten und ein zweites langsameres (Un poco meno mosso) Thema mit großen Intervallsprüngen.

## Diskografie
Die erste Aufnahme erfolgte 1937 durch  Sir Henry Wood mit dem Queen’s Hall Orchestra (78/min: Decca Album Nr. 7). Eine Digitalisierung dieser Aufnahme ist auf der Website von John Berky zu hören.

### Fassung 1862
Es gibt eine einzige Aufnahme der Fassung der Ouvertüre von 1862:
- Shunsaki Tsutsumi, Royal Metropolitan Orchestra – CD Harmony PCDZ-1621, 1997 (mit Mahlers Sinfonie Nr. 4).

Eine Kopie dieser Aufnahme kann von John Berkys Website heruntergeladen werden.

### Fassung 1863
Die Fassung der Ouvertüre von 1863 wurde etwa zwanzig Mal aufgenommen, hauptsächlich als Nachtrag zur Aufnahme einer von Bruckners Symphonien.
Fünf dieser Aufnahmen können von John Berkys Website heruntergeladen werden.